# Hollins
Hollins és una concentració de població designada pel cens dels Estats Units a l'estat de Virgínia. Segons el cens del 2000 tenia 14.309 habitants.

## Demografia
Segons el cens del 2000, Hollins tenia 14.309 habitants, 5.722 habitatges, i 3.782 famílies. La densitat de població era de 637,2 habitants per km².
Dels 5.722 habitatges en un 26,2% hi vivien nens de menys de 18 anys, en un 54% hi vivien parelles casades, en un 9,2% dones solteres, i en un 33,9% no eren unitats familiars. En el 30,7% dels habitatges hi vivien persones soles el 15,5% de les quals corresponia a persones de 65 anys o més que vivien soles. El nombre mitjà de persones vivint en cada habitatge era de 2,26 i el nombre mitjà de persones que vivien en cada família era de 2,8.
Per edats la població es repartia de la següent manera: un 19,1% tenia menys de 18 anys, un 9,2% entre 18 i 24, un 24,5% entre 25 i 44, un 24,8% de 45 a 60 i un 22,4% 65 anys o més.
L'edat mediana era de 43 anys. Per cada 100 dones de 18 o més anys hi havia 70,7 homes.
La renda mediana per habitatge era de 42.264 $ i la renda mediana per família de 50.000 $. Els homes tenien una renda mediana de 36.326 $ mentre que les dones 25.599 $. La renda per capita de la població era de 21.984 $. Entorn de l'1,9% de les famílies i el 4,9% de la població estaven per davall del llindar de pobresa.

## Poblacions properes
El següent diagrama mostra les poblacions més properes.